# Coelaenomenodera cucullata
Coelaenomenodera cucullata es un coleóptero de la familia Chrysomelidae.
Fue descrita científicamente en 1844 por Guérin-Méneville.